# Pedro Rodríguez de la Borbolla y Serrano
Pedro Rodríguez de la Borbolla y Serrano (Sevilla, 11 de junio de 1881-ibídem, 19 de abril de 1945) fue un político y abogado español de la época de la Restauración.

## Biografía
Hijo del también político y ministro Pedro Rodríguez de la Borbolla Amoscótegui de Saavedra, fue miembro del Partido Liberal y elegido diputado al congreso de los diputados en las elecciones de 1907, 1910, 1914 y 1916 en representación de los distritos de Ecija y Cazalla de la Sierra en la provincia de Sevilla.
Desempeñó un papel relevante en el ámbito local, residía en el barrio de El Porvenir (Sevilla), fue presidente entre 1915 y 1917 del club de fútbol Betis F.C (futuro Real Betis Balompié), gracias a su mediación este club obtuvo el título de Real, concedido en 1914 por el Rey Alfonso XIII.

| Predecesor: Herbert Richard Jones | 2º Presidente del Real Betis Balompié 1915-1917 | Sucesor: Roberto Vicente de Mata |